# Radinghem-en-Weppes
Radinghem-en-Weppes – miejscowość i gmina we Francji, w regionie Hauts-de-France, w departamencie Nord.
Według danych na rok 1990 gminę zamieszkiwały 1033 osoby, a gęstość zaludnienia wynosiła 151 osób/km² (wśród 1549 gmin regionu Nord-Pas-de-Calais Radinghem-en-Weppes plasuje się na 549. miejscu pod względem liczby ludności, natomiast pod względem powierzchni na miejscu 531.).